# Euphyia conversata
Euphyia conversata là một loài bướm đêm trong họ Geometridae.